# جربیل دماغه
جربیل دماغه (نام علمی: Gerbilliscus afra) نام یک گونه از سرده جربیل‌های پابرهنه است.